# Bruno Reiffenstein

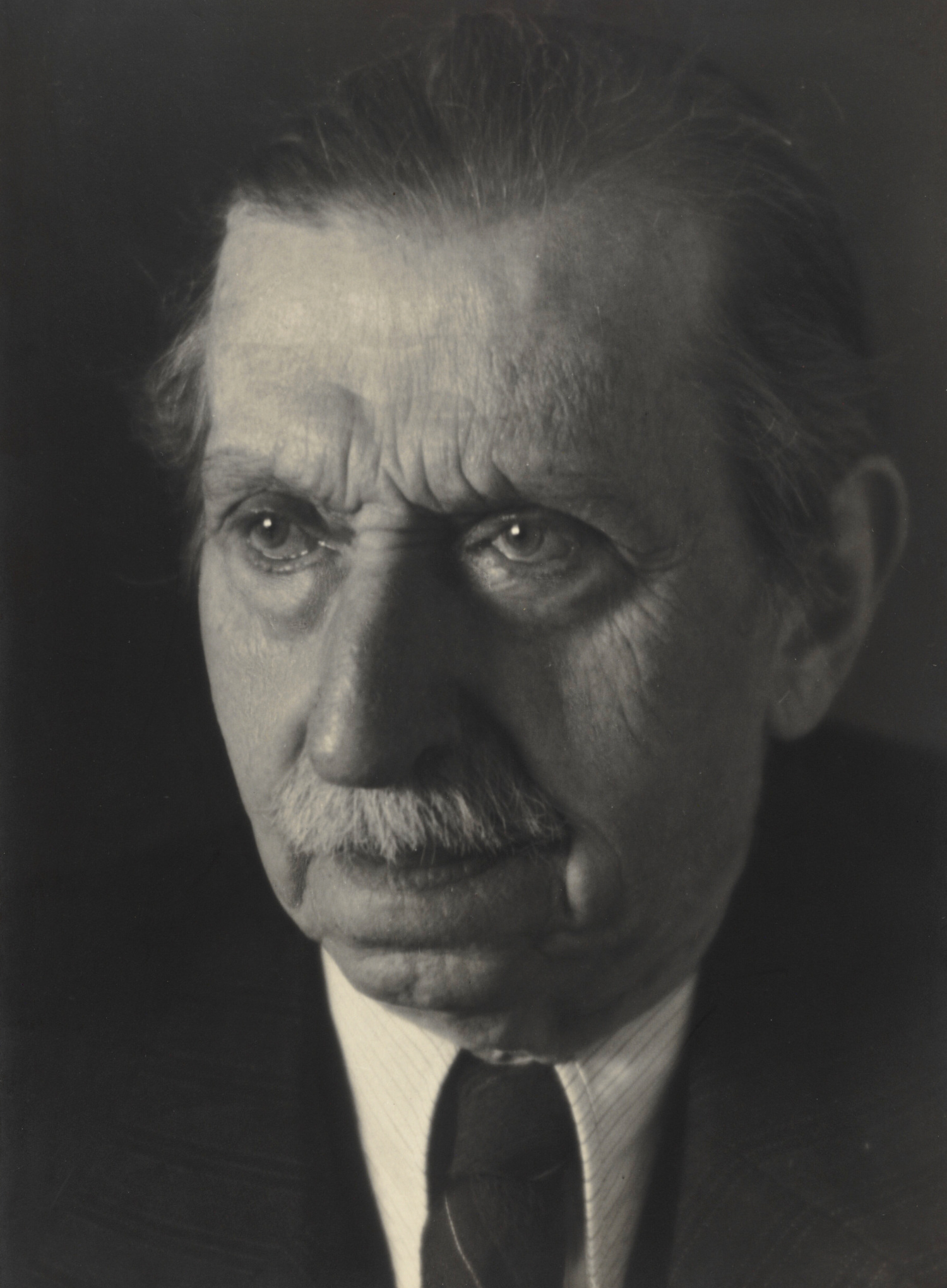
Bruno Reiffenstein um 1948

Bruno Reiffenstein (* 9. August 1868 in Wien; † 30. April 1951 ebenda) war ein österreichischer Fotograf und Fotoverleger. Die Maler Paul und Leo Reiffenstein waren seine Brüder.
Bruno Reiffenstein besuchte die Graphische Versuchs- und Lehranstalt. Er hatte ab den 1880er Jahren ein eigenes Atelier in Wien mit den Schwerpunkten Architektur- und Landschaftsfotografie. Anfang des 20. Jahrhunderts gründete er einen Architekturverlag. Während des Ersten Weltkriegs war er Mitarbeiter des Kriegspressequartiers. Reiffensteins reichhaltiges Archiv an Architekturfotos diente auch zur Rekonstruktion beschädigter historischer Bauwerke nach dem Zweiten Weltkrieg.
Zahlreiche seiner Aufnahmen befinden sich heute im Bestand des Wien Museums und der Österreichischen Nationalbibliothek (Bildarchiv und Grafiksammlung). Nach Bruno Reiffenstein wurde die Reiffensteingasse in Wien-Liesing benannt. Er wurde auf dem Neustifter Friedhof bestattet.